# 통영 운하

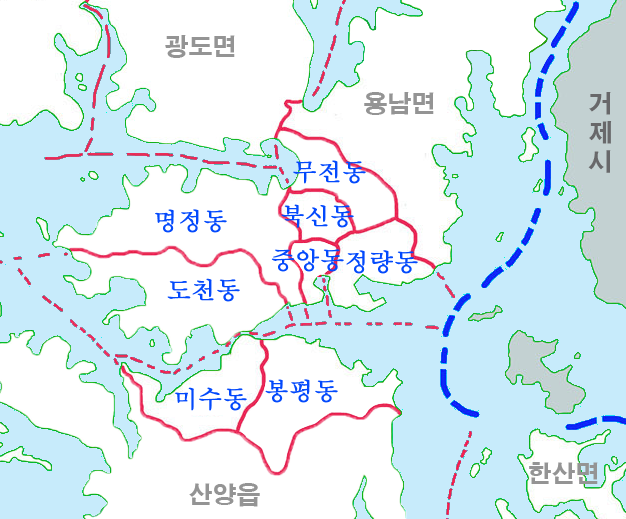
도천동과 미수동·봉평동 사이가 통영운하이다.

통영 운하(統營運河)는 통영시의 통영반도와 미륵도 사이를 관통하는 길이 1,420m(해상준설 구간 1,170m 포함), 너비 42~55m, 간조수심 3.1m의 운하이다.
1928년 5월에 착공해 4년6개월 후인 1932년 11월 20일에 완공되었다. 이후 이 물길은 여수 - 부산 간 남해 내항로(內航路)로서 선박의 왕래가 빈번하였다.

## 역사
원래 미륵도는 폭 200여 m의 지협에 의해 통영반도와 연결되어 있었는데, 통영 운하 건설 전에도 간조시에는 땅이 드러나 걸어서 건널 수 있지만 만조시에는 바닷물이 들어오는 너비 10여 m의 물길이 있었다.
임진왜란의 한산도 대첩 당시 이순신 장군의 수군에게 쫓긴 왜선들이 이곳으로 도망쳐 들어왔다가 퇴로가 막히자 모래를 파고 이 물길을 더 크게 내어 도망치려 했다고 하여 통영반도와 미륵도 사이를 '판데목'(착량, 鑿梁)이라고 부르는데, 무수히 많은 일본군이 죽어 시체가 되었다는 뜻으로 '송장목'이라고도 한다.
일제는 이 운하에 임진왜란의 원흉인 도요토미 히데요시의 관명을 따서 '태합굴'(太閤堀, 다이코호리)이라는 이름을 붙였다. 이 운하의 완공과 같은 시기에 통영해저터널도 개통되었다.

## 규모 등 개요[4]
- 위치 : 통영읍과 산양면의 경계
- 목적 : 항로 약 8해리(14.8km)를 단축하여 선박교통의 편리와 안전을 도모함.
- 길이 : 총길이 1,420m (내부 250m 굴착, 서측 630m와 동측 540m 해상준설)
- 너비 : 직선부 42m, 곡선부 55m
- 수심 : 평균간조면 3.1m, 평균만조면 6.3m

## 같이 보기
- 통영시
- 미륵도
- 통영해저터널